# Проспект Мира (Набережные Челны)
Проспект Мира (тат. Тынычлык проспекты) — одна из четырёх главных магистралей Нового города в Набережных Челнах. Проходит через Автозаводский и Центральный районы города.

## История
Строительство проспекта Мира, велось одновременно со строительством жилых массивов Нового города — в 1968 году.

## Расположение и благоустройство
Проспект Мира является одним из центральных проспектов в новой, северо-восточной части города Набережные Челны и расположен между Московским проспектом и проспектом Сююмбике. Проспект Мира берёт своё начало от пересечения с улицей Королёва и заканчивается пересечением с проспектом Яшьлек. Протяжённость проспекта составляет чуть более 6 км. Ширина проезжей части — от трёх до пяти полос в каждую сторону. На протяжении проспекта имеются несколько подземных пешеходных переходов, пять светофоров, а также два пересечения с трамвайными путями. Интенсивность движения на проспекте составляет 1800 авт./час, пропускная способность — 4200 авт./час.

## Реконструкция проспекта
В 2011 году на проспекте Мира была произведена масштабная реконструкция, в результате которой было установлено 600 новых дорожных знаков, 4 светофорных узла, более 35 км бортового камня, уложено более 5000 кв.м. брусчатки, переустроено более 200 дождеприёмных колодцев. На строительство самого дорожного полотна понадобилось более 120 тыс. тонн асфальтобетона, 1200 м³ бетона, 8 тыс. м³ щебня и 14,5 тыс. м³ песчано-гравийной смеси. Общая стоимость работ составила 700 млн рублей. В работах по реконструкции проспекта приняли участие более 400 специалистов предприятий МКП «Дирекция инжиниринга и аудита строительства», ЗАО «Трест Камдорстрой», МУП «Предприятие автомобильных дорог», ОАО «Горзеленхоз» и ООО «Челнытранссигнал». В результате проведённых работ, удалось значительно увеличить пропускную способность проспекта.

## Архитектура и значимые объекты
На проспекте Мира расположены жилые дома, значительная часть которых была построена в конце 1970-х, начале 1980-х, гг. В последние десятилетие на проспекте были возведены несколько крупнейших торговых и торгово-развлекательных комплексов города — ТК «Омега», ТРК «Торговый квартал», ТДК «Сити-Лайн», ТЦ «Палитра». Кроме этого на проспекте расположены: Городской центр детского творчества (ГЦДТ), Культурно-деловой комплекс КамАЗа, Шахматно-шашечный клуб.

## Общественный транспорт
Общественный транспорт на проспекте Мира представлен автобусами, маршрутными такси и трамваями. Трамвайные пути были проложены вдоль проспекта Мира в 2014 году. Однако трамвайная линия проходит лишь вдоль небольшой части проспекта: от пересечения с проспектом Дружбы Народов до пересечения с улицей Ак. Королёва, затрагивая лишь 3 остановки.